# Mohammad Yousef Kargar
Mohammad Yousef Kargar (persan : محمد یوسف کارگر) (né en 1962 en Afghanistan) est un ancien joueur et entraîneur de football afghan.
À son époque réputé comme l'un des meilleurs sportifs de son pays. Sa famille a fondé la première station de ski d'Afghanistan, et il est devenu champion national en 1978 à l'âge de 16 ans. Il arrête le ski à la suite de l'invasion soviétique de son pays.
Durant les années 1980 et 1990, il est membre de l'équipe d'Afghanistan de football. Il entraîne ensuite des équipes afghanes de jeunes avant d'entraîner la sélection nationale à partir de 2001, après la fin de l'émirat islamique d'Afghanistan.